# Microregione di Osasco
Osasco è una microregione dello Stato di San Paolo in Brasile, appartenente alla mesoregione Metropolitana de São Paulo.

## Comuni
Comprende 8 comuni:
- Barueri
- Cajamar
- Carapicuíba
- Itapevi
- Jandira
- Osasco
- Pirapora do Bom Jesus
- Santana de Parnaíba